# کومالا
کومالا (به اسپانیایی: Comala) یک منطقهٔ مسکونی در مکزیک است که در Comala Municipality واقع شده‌است. کومالا ۲۵۴ کیلومتر مربع مساحت و ۲۰٬۸۸۸ نفر جمعیت دارد و ۶۰۰ متر بالاتر از سطح دریا واقع شده‌است.

## خواهرخوانده
شهر Talpa de Allende خواهرخواندهٔ کومالا هست.